# パペット大騒査線 追憶の紫影
『パペット大騒査線 追憶の紫影』（パペットだいそうさせん ついおくのパープル・シャドー The Happytime Murders）は2018年のアメリカ合衆国のコメディ映画。監督はブライアン・ヘンソン、主演はメリッサ・マッカーシーが務めた。本作のキャッチコピーは「日本よ、これがハリウッドの相棒だ」である。

## ストーリー
パペットと人間が共存する世界。パペットは二級市民として扱われていた。フィル・フィリップスはパペットとして初めてロサンゼルス市警の警察官に採用されたが、後に解雇されてしまい、それ以来私立探偵として活動していた。そんなある日、フィルはサンドラという名前のパペットから「自分を脅迫している人間を探し出して欲しい」という依頼を受けた。フィルはとあるポルノショップに手掛かりがあると睨んでいたが、そのポルノショップで殺人事件が発生した。
現場に駆けつけたフィルは、警察官時代の相棒だったコニー・エドワーズ刑事と再会することになった。12年前、エドワーズはパペットの犯罪者に銃口を突きつけられた。フィルは犯罪者を撃ってエドワーズを救い出そうとしたが、誤って無実のパペットを射殺してしまった。しかも、そのパペットの娘が殺害の一部始終を目撃していたのである。エドワーズと犯罪者は銃撃戦になり、犯罪者は殺害されたものの、エドワーズも負傷した。エドワーズがフィルに不利な証言をした結果、フィルは警察を解雇されることになり、パペットの警官採用を禁止する法律まで制定されてしまった。
エドワーズはポルノショップでの一件を物盗りによる犯行と結論づけたが、フィルは被害者が故意に殺された可能性を疑っていた。その日の夜、フィルの兄であるラリーが殺害されるという事件が発生した。事ここに至り、エドワーズとフィルは殺人犯を見つけるために再度タッグを組むことになった。

## キャスト
- メリッサ・マッカーシー - コニー・エドワーズ刑事
- マーヤ・ルドルフ - バブルズ
- ジョエル・マクヘイル - キャンベル捜査官
- エリザベス・バンクス - ジェニー・ピーターソン
- レスリー・デヴィッド・ベイカー - バニング
- マイケル・マクドナルド（英語版） - ロノヴァン・スカーグル
- シンシー・ウー - ブリタニー・マーロウ
- ミッチ・シルパ（英語版） - トミー
- ヘムキー・マデーラ（英語版） - ティトー
- ジミー・O・ヤン - デランシー
- ライアン・ゴール（英語版） - ミリガン
- フォーチュン・フィームスター（英語版） - ロビン
- ベン・ファルコーン - ドニー

### パペットの声
- ビル・バレッタ - フィル・フィリップス/ボアー/ジャンクヤード
- ドリエン・デイヴィース - サンドラ・ホワイト
- ケビン・クラッシュ - ライル/ミスター・バンブリーパンツ
- ドリュー・マッセー（英語版） - グーファー/ヴィニー
- テッド・マイケルズ - エズラ/チンピラ
- コリーン・スミス - カラ/ダルメシアン/キャロル
- アリス・ディニーン（英語版） - シーラ
- ドナ・キンボール - ダイアン/ウシ
- ブライアン・ヘンソン - カニ
- アラン・トラウトマン（英語版） - タコ/医者
- ヴィクター・イェリド（英語版） - ラリー・フィリップス/老人

## 製作
ザ・ジム・ヘンソン・カンパニーは2008年に本作の企画を立ち上げ、2010年10月にライオンズゲートが製作に乗り出した。11月、キャメロン・ディアスが本作の出演交渉に臨んでいるとの報道があった。2012年2月、ディアスの降板を受けて、キャサリン・ハイグルが代役として起用された。
2015年7月、STXエンターテインメントがライオンズゲートの持っていた権利を購入し、本作の映画化に乗り出したと報じられた。2016年4月、ジェイミー・フォックスに本作の出演オファーが出ているとの報道があった。2017年5月、メリッサ・マッカーシーが主演に起用されたと報じられた。8月、マーヤ・ルドルフがキャスト入りした。9月、エリザベス・バンクス、ビル・バレッタ、ジョエル・マクヘイルの出演が決まった。同月11日、本作の主要撮影がロサンゼルスで始まった。
本作の撮影には125体の人形が使用され、そのうち40体は特注品であった。全てのセットは人形を操る人が立ったまま人形を操れるように組み立てられた。その結果、俳優が移動できるスペースは歩幅にして2歩分しかなかった。本作の視覚効果を担当したサム・ニコルソンは「今までやってきた仕事の中でも最も複雑な作業を要した。1体の人形は4人で操るものなので、仮に8体の人形が出てきたら、24人をCGで消さなければならない。」と回想している。

## 公開・マーケティング
当初、本作は2018年8月17日に全米公開される予定だったが、後に1週間延期され、同年8月24日公開となった。
2018年5月18日、本作のファースト・トレイラーが公開された。

## 訴訟
2018年5月、『セサミストリート』の制作元であるセサミワークショップは、STXエンターテインメントをロゴの無断使用で告発した。セサミワークショップは「子供向け教育番組である『セサミストリート』と大人向けコメディ映画を結びつけることは、『セサミストリート』の評判を傷つけるものである」と主張した。それに対し、STXエンターテインメントは全面的に争う姿勢を見せた。同月30日、セサミワークショップの訴えは裁判官によって退けられた。その直後、STXエンターテインメントは「我々は『セサミストリート』に敬意を払っており、その偉業を傷つける意図は微塵もなかった」という主旨の声明文を発表した。
本作のテレビCMで「『セサミストリート』から訴えられたスタジオが送る」という宣伝文句が使用され、訴訟騒ぎまでもがネタになった。

## 興行収入
本作は『A-X-L/アクセル』と同じ週に封切られ、公開初週末に1350万ドル前後を稼ぎ出すと予想されていたが、実際の数字はそれを下回るものであった。2018年8月24日、本作は全米3256館で公開され、公開初週末に953万ドルを稼ぎ出し、週末興行収入ランキング初登場3位となった。この数字はメリッサ・マッカーシー主演作としては過去最低のものであった。

## 作品の評価

### 映画批評家によるレビュー
本作に対する批評家からの評価は芳しいものではない。映画批評集積サイトのRotten Tomatoesには216件のレビューがあり、批評家支持率は23%、平均点は10点満点で3.8点となっている。サイト側による批評家の見解の要約は「『パペット大騒査線 追憶の紫影』は捻りのきいた設定を活かせず、ウィットに乏しいコメディ映画になってしまった。娯楽性のあるストーリーを展開する代わりに、闇雲にネタをばらまいている。」となっている。また、Metacriticには48件のレビューがあり、加重平均値は27/100となっている。なお、本作のCinemaScoreはC-となっている。

### 受賞歴
| 賞                           | 部門                   | 対象者                                              | 結果       |
| ---------------------------- | ---------------------- | --------------------------------------------------- | ---------- |
| 第39回ゴールデンラズベリー賞 | 最低作品賞             |                                                     | ノミネート |
| 第39回ゴールデンラズベリー賞 | 最低監督賞             | ブライアン・ヘンソン                                | ノミネート |
| 第39回ゴールデンラズベリー賞 | 最低脚本賞             | トッド・バーガー ディー・オースティン・ロバートソン | ノミネート |
| 第39回ゴールデンラズベリー賞 | 最低主演女優賞         | メリッサ・マッカーシー                              | 受賞       |
| 第39回ゴールデンラズベリー賞 | 最低助演男優賞         | ジョエル・マクヘイル                                | ノミネート |
| 第39回ゴールデンラズベリー賞 | 最低スクリーンコンボ賞 | 俳優またはパペットのコンビ全て                      | ノミネート |